# Férfi 800 méteres gyorsúszás a 2013-as úszó-világbajnokságon
A férfi 800 méteres gyorsúszást a 2013-as úszó-világbajnokságon július 30-án és 31-én rendezték meg.

## Rekordok
|                    | Név       | Nemzetiség | Idő     | Helyszín | Dátum            |
| ------------------ | --------- | ---------- | ------- | -------- | ---------------- |
| Világcsúcs         | Csang Lin | Kína       | 7:32.12 | Róma     | 2009. július 29. |
| Világbajnoki csúcs | Csang Lin | Kína       | 7:32.12 | Róma     | 2009. július 29. |

## Érmesek
| Arany            | Ezüst                              | Bronz                  |
| Szun Jang · Kína | Michael McBroom · Egyesült Államok | Ryan Cochrane · Kanada |

## Eredmények

### Selejtező
| Helyezés | Futam | Pálya | Név                  | Nemzetiség | Idő     | Megjegyzés |
| -------- | ----- | ----- | -------------------- | ---------- | ------- | ---------- |
| 1        | 2     | 4     | Connor Jaeger        | USA        | 7:49.28 | Q          |
| 2        | 3     | 4     | Szun Jang            | CHN        | 7:49.37 | Q          |
| 3        | 4     | 4     | Ryan Cochrane        | CAN        | 7:49.58 | Q          |
| 4        | 4     | 5     | Michael McBroom      | USA        | 7:50.62 | Q          |
| 5        | 3     | 3     | Uszáma el-Mellúli    | TUN        | 7:50.77 | Q          |
| 6        | 2     | 8     | Pál Joensen          | FRO        | 7:50.81 | Q          |
| 7        | 3     | 5     | Gregorio Paltrinieri | ITA        | 7:52.33 | Q          |
| 8        | 4     | 6     | Jordan Harrison      | AUS        | 7:52.55 | Q          |
| 9        | 3     | 8     | Matias Koski         | FIN        | 7:54.70 | NR         |
| 10       | 3     | 2     | Filip Zaborowski     | POL        | 7:55.65 |            |
| 11       | 2     | 5     | Gabriele Detti       | ITA        | 7:56.15 |            |
| 12       | 4     | 3     | Daniel Fogg          | GBR        | 7:56.62 |            |
| 13       | 4     | 2     | Sören Meissner       | GER        | 7:56.64 |            |
| 14       | 3     | 6     | Ayatsugu Hirai       | JPN        | 7:56.69 |            |
| 15       | 3     | 1     | Marc Sánchez         | ESP        | 7:57.64 |            |
| 16       | 4     | 7     | Devon Myles Brown    | RSA        | 7:57.69 |            |
| 17       | 4     | 1     | Damien Joly          | FRA        | 7:57.79 |            |
| 18       | 2     | 3     | Serhiy Frolov        | UKR        | 7:58.70 |            |
| 19       | 4     | 0     | Richárd Nagy         | SVK        | 7:59.69 |            |
| 20       | 3     | 7     | Martin Grodzki       | GER        | 8:00.36 |            |
| 21       | 2     | 7     | Pawel Furtek         | POL        | 8:00.56 |            |
| 22       | 2     | 6     | Kis Gergő            | HUN        | 8:00.92 |            |
| 23       | 2     | 1     | David Brandl         | AUT        | 8:05.45 |            |
| 24       | 3     | 9     | Uladzimir Zhyharau   | BLR        | 8:05.51 |            |
| 25       | 2     | 0     | Anton Sveinn McKee   | ISL        | 8:08.71 |            |
| 26       | 4     | 8     | Ahmed Akaram         | EGY        | 8:08.73 |            |
| 27       | 4     | 9     | Alejandro Gómez      | VEN        | 8:09.04 |            |
| 28       | 3     | 0     | Arturo Pérez Vertti  | MEX        | 8:09.23 |            |
| 29       | 1     | 5     | Marcelo Acosta       | ESA        | 8:17.39 |            |
| 30       | 1     | 4     | Jang Sang-Jin        | KOR        | 8:18.51 |            |
| 31       | 2     | 2     | Martin Naidich       | ARG        | 8:20.53 |            |
| 32       | 2     | 9     | Nezir Karap          | TUR        | 8:21.31 |            |
| 33       | 1     | 3     | Khader Baqleh        | JOR        | 8:43.13 |            |
| 34       | 1     | 6     | Brandon Schuster     | SAM        | 9:27.45 |            |

### Döntő
| Helyezés  | Pálya | Név                  | Nemzetiség | Idő     | Megjegyzés |
| --------- | ----- | -------------------- | ---------- | ------- | ---------- |
| Aranyérem | 5     | Szun Jang            | CHN        | 7:41.36 |            |
| Ezüstérem | 6     | Michael McBroom      | USA        | 7:43.60 |            |
| Bronzérem | 3     | Ryan Cochrane        | CAN        | 7:43.70 |            |
| 4         | 4     | Connor Jaeger        | USA        | 7:44.26 |            |
| 5         | 8     | Jordan Harrison      | AUS        | 7:47.38 |            |
| 6         | 1     | Gregorio Paltrinieri | ITA        | 7:50.29 |            |
| 7         | 7     | Pál Joensen          | FRO        | 7:52.57 |            |
| 8         | 2     | Uszáma el-Mellúli    | TUN        | 7:52.79 |            |